# كأس بلغاريا 1946
كأس بلغاريا 1946 هو موسم من كأس بلغاريا. أشرف على تنظيمه اتحاد بلغاريا لكرة القدم، وفاز فيه ليفسكي صوفيا.